# Zákrytová dvojhvězda

Animace rotace dvojhvězdy s hlavním a vedlejším zatměním.

Zákrytová dvojhvězda (též fotometrická dvojhvězda, příp. zákrytová proměnná hvězda) je spektroskopická dvojhvězda se sklonem dráhy blízkým 90°. Pro pozorovatele ze Země se jejich složky během oběhu periodicky zakrývají. Výsledkem tohoto jevu je periodická změna jasnosti dvojhvězdy. 
Dalekohled ji nedokáže rozlišit na složky. Podvojnost soustavy se projevuje periodickými změnami v jasnosti. Zákrytové dvojhvězdy jsou po Slunci nejlépe prozkoumanými hvězdami na obloze. Ze změn jejich jasnosti můžeme velmi přesně určit průměr, hmotnost, svítivost, oběžnou dobu, sklon dráhy k zornému směru, výstřednost dráhy, efektivní povrchovou teplotu, údaje o případných skvrnách i rychlost rotace obou složek.
Podle průběhu zákrytů a tvaru složek se zákrytové dvojhvězdy dělí na základní typy:
- Algol
- beta Lyrae
- W Ursa Majoris

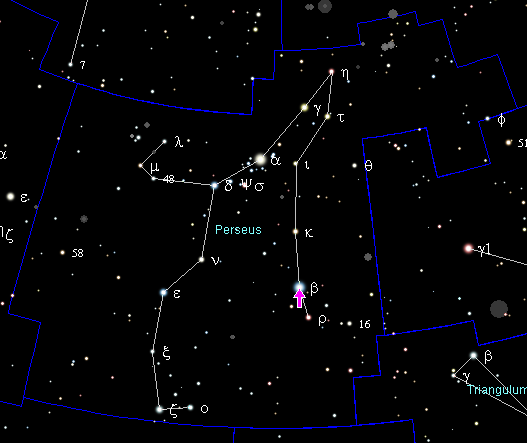
Algol v souhvězdí Persea
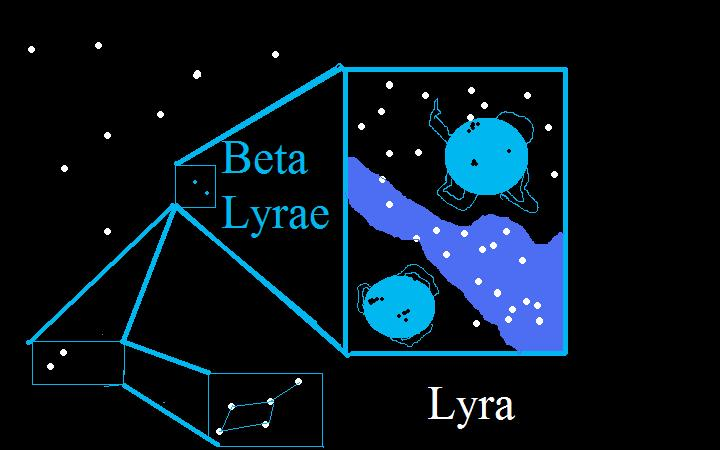
beta Lyrae v souhvězdí Lyry
W Ursa Maior v souhvězdí Velkého vozu